# Lista över fornlämningar i Uppsala kommun (Faringe)
Lista över fornlämningar i Uppsala kommun (Faringe) är en förteckning av ett urval av de fornlämningar som finns i Faringe i Uppsala kommun.
| Namn                          | Lämningstyp                 | Tillkomsttid | Historisk indelning | Plats | Läge                 | ID-nr          | Bild                                 |
| ----------------------------- | --------------------------- | ------------ | ------------------- | ----- | -------------------- | -------------- | ------------------------------------ |
| Faringe 2:1                   | Gravfält                    |              | Faringe, Uppland    |       | 59.945537, 18.137776 | 10022100020001 | Ladda upp en bild av detta fornminne |
| Faringe 3:1                   | Stensättning                |              | Faringe, Uppland    |       | 59.947881, 18.133430 | 10022100030001 | Ladda upp en bild av detta fornminne |
| Faringe 3:2                   | Hög                         |              | Faringe, Uppland    |       | 59.948037, 18.133329 | 10022100030002 | Ladda upp en bild av detta fornminne |
| Faringe 3:3                   | Stensättning                |              | Faringe, Uppland    |       | 59.948314, 18.133381 | 10022100030003 | Ladda upp en bild av detta fornminne |
| Faringe 4:1                   | Gravfält                    |              | Faringe, Uppland    |       | 59.945546, 18.143365 | 10022100040001 | Ladda upp en bild av detta fornminne |
| Faringe 5:1                   | Gravfält                    |              | Faringe, Uppland    |       | 59.952004, 18.137928 | 10022100050001 | Ladda upp en bild av detta fornminne |
| Faringe 6:1                   | Stensättning                |              | Faringe, Uppland    |       | 59.952578, 18.136172 | 10022100060001 | Ladda upp en bild av detta fornminne |
| Faringe 8:1                   | Grav markerad av sten/block |              | Faringe, Uppland    |       | 59.953177, 18.132653 | 10022100080001 | Ladda upp en bild av detta fornminne |
| Faringe 9:1                   | Gravfält                    |              | Faringe, Uppland    |       | 59.957838, 18.133529 | 10022100090001 | Ladda upp en bild av detta fornminne |
| Faringe 10:1                  | Gravfält                    |              | Faringe, Uppland    |       | 59.958693, 18.133673 | 10022100100001 | Ladda upp en bild av detta fornminne |
| Faringe 11:1                  | Gravfält                    |              | Faringe, Uppland    |       | 59.956946, 18.136165 | 10022100110001 | Ladda upp en bild av detta fornminne |
| Faringe 13:1                  | Hög                         |              | Faringe, Uppland    |       | 59.973772, 18.182983 | 10022100130001 | Ladda upp en bild av detta fornminne |
| Faringe 14:1                  | Grav- och boplatsområde     |              | Faringe, Uppland    |       | 59.961528, 18.179808 | 10022100140001 | Ladda upp en bild av detta fornminne |
| Faringe 17:1                  | Stensättning                |              | Faringe, Uppland    |       | 59.958696, 18.179305 | 10022100170001 | Ladda upp en bild av detta fornminne |
| Faringe 17:2                  | Stensättning                |              | Faringe, Uppland    |       | 59.958637, 18.178971 | 10022100170002 | Ladda upp en bild av detta fornminne |
| Faringe 17:3                  | Röse                        |              | Faringe, Uppland    |       | 59.958493, 18.179184 | 10022100170003 | Ladda upp en bild av detta fornminne |
| Faringe 18:1                  | Stensättning                |              | Faringe, Uppland    |       | 59.959871, 18.180899 | 10022100180001 | Ladda upp en bild av detta fornminne |
| Faringe 19:1                  | Stensättning                |              | Faringe, Uppland    |       | 59.960618, 18.182049 | 10022100190001 | Ladda upp en bild av detta fornminne |
| Faringe 19:2                  | Stensättning                |              | Faringe, Uppland    |       | 59.960550, 18.182134 | 10022100190002 | Ladda upp en bild av detta fornminne |
| Faringe 19:4                  | Stensättning                |              | Faringe, Uppland    |       | 59.960325, 18.182430 | 10022100190004 | Ladda upp en bild av detta fornminne |
| Faringe 20:1                  | Röse                        |              | Faringe, Uppland    |       | 59.960787, 18.183987 | 10022100200001 | Ladda upp en bild av detta fornminne |
| Faringe 21:1                  | Grav- och boplatsområde     |              | Faringe, Uppland    |       | 59.960431, 18.185309 | 10022100210001 | Ladda upp en bild av detta fornminne |
| Faringe 22:1                  | Röse                        |              | Faringe, Uppland    |       | 59.960254, 18.183643 | 10022100220001 | Ladda upp en bild av detta fornminne |
| Faringe 23:2                  | Stensättning                |              | Faringe, Uppland    |       | 59.965078, 18.179627 | 10022100230002 | Ladda upp en bild av detta fornminne |
| Faringe 23:3                  | Röse                        |              | Faringe, Uppland    |       | 59.965256, 18.179922 | 10022100230003 | Ladda upp en bild av detta fornminne |
| Faringe 25:1                  | Stensättning                |              | Faringe, Uppland    |       | 59.965814, 18.178749 | 10022100250001 | Ladda upp en bild av detta fornminne |
| Faringe 26:1                  | Gravfält                    |              | Faringe, Uppland    |       | 59.964812, 18.183427 | 10022100260001 | Ladda upp en bild av detta fornminne |
| Faringe 27:1                  | Grav- och boplatsområde     |              | Faringe, Uppland    |       | 59.965989, 18.183103 | 10022100270001 | Ladda upp en bild av detta fornminne |
| Faringe 30:1                  | Röse                        |              | Faringe, Uppland    |       | 59.963537, 18.179294 | 10022100300001 | Ladda upp en bild av detta fornminne |
| Faringe 31:1                  | Stensättning                |              | Faringe, Uppland    |       | 59.962975, 18.182398 | 10022100310001 | Ladda upp en bild av detta fornminne |
| Faringe 31:2                  | Stensättning                |              | Faringe, Uppland    |       | 59.963054, 18.182586 | 10022100310002 | Ladda upp en bild av detta fornminne |
| Faringe 32:1                  | Stensättning                |              | Faringe, Uppland    |       | 59.963558, 18.183569 | 10022100320001 | Ladda upp en bild av detta fornminne |
| Faringe 32:2                  | Stensättning                |              | Faringe, Uppland    |       | 59.963529, 18.183270 | 10022100320002 | Ladda upp en bild av detta fornminne |
| Faringe 32:3                  | Stensättning                |              | Faringe, Uppland    |       | 59.963314, 18.183230 | 10022100320003 | Ladda upp en bild av detta fornminne |
| Faringe 33:1                  | Stensättning                |              | Faringe, Uppland    |       | 59.967246, 18.184484 | 10022100330001 | Ladda upp en bild av detta fornminne |
| Faringe 38:2                  | Stensättning                |              | Faringe, Uppland    |       | 59.966766, 18.183044 | 10022100380002 | Ladda upp en bild av detta fornminne |
| Faringe 40:1                  | Stensättning                |              | Faringe, Uppland    |       | 59.967240, 18.182829 | 10022100400001 | Ladda upp en bild av detta fornminne |
| Faringe 41:1                  | Stensättning                |              | Faringe, Uppland    |       | 59.963938, 18.184046 | 10022100410001 | Ladda upp en bild av detta fornminne |
| Faringe 42:1                  | Gravfält                    |              | Faringe, Uppland    |       | 59.963603, 18.184515 | 10022100420001 | Ladda upp en bild av detta fornminne |
| Faringe 43:1                  | Gravfält                    |              | Faringe, Uppland    |       | 59.962562, 18.185012 | 10022100430001 | Ladda upp en bild av detta fornminne |
| Faringe 45:1                  | Stensättning                |              | Faringe, Uppland    |       | 59.964137, 18.181494 | 10022100450001 | Ladda upp en bild av detta fornminne |
| Faringe 48:1                  | Gravfält                    |              | Faringe, Uppland    |       | 59.944378, 18.124222 | 10022100480001 | Ladda upp en bild av detta fornminne |
| Faringe 49:1                  | Gravfält                    |              | Faringe, Uppland    |       | 59.946424, 18.122153 | 10022100490001 | Ladda upp en bild av detta fornminne |
| Faringe 51:1                  | Gravfält                    |              | Faringe, Uppland    |       | 59.941265, 18.122747 | 10022100510001 | Ladda upp en bild av detta fornminne |
| Faringe 53:1                  | Hög                         |              | Faringe, Uppland    |       | 59.945002, 18.113306 | 10022100530001 | Ladda upp en bild av detta fornminne |
| Faringe 53:2                  | Stensättning                |              | Faringe, Uppland    |       | 59.944893, 18.113074 | 10022100530002 | Ladda upp en bild av detta fornminne |
| Faringe 53:3                  | Stensättning                |              | Faringe, Uppland    |       | 59.944829, 18.112933 | 10022100530003 | Ladda upp en bild av detta fornminne |
| Faringe 53:4                  | Stensättning                |              | Faringe, Uppland    |       | 59.944922, 18.113462 | 10022100530004 | Ladda upp en bild av detta fornminne |
| Faringe 56:1                  | Stensättning                |              | Faringe, Uppland    |       | 59.957924, 18.101271 | 10022100560001 | Ladda upp en bild av detta fornminne |
| Faringe 57:1                  | Gravfält                    |              | Faringe, Uppland    |       | 59.958093, 18.099680 | 10022100570001 | Ladda upp en bild av detta fornminne |
| Faringe 58:1                  | Gravfält                    |              | Faringe, Uppland    |       | 59.957384, 18.097585 | 10022100580001 | Ladda upp en bild av detta fornminne |
| Faringe 61:1                  | Stensättning                |              | Faringe, Uppland    |       | 59.971261, 18.101414 | 10022100610001 | Ladda upp en bild av detta fornminne |
| Faringe 61:2                  | Stensättning                |              | Faringe, Uppland    |       | 59.971180, 18.101364 | 10022100610002 | Ladda upp en bild av detta fornminne |
| Faringe 63:1                  | Gravfält                    |              | Faringe, Uppland    |       | 59.965666, 18.151511 | 10022100630001 | Ladda upp en bild av detta fornminne |
| Faringe 65:1                  | Gravfält                    |              | Faringe, Uppland    |       | 59.966660, 18.154899 | 10022100650001 | Ladda upp en bild av detta fornminne |
| Faringe 67:1                  | Röse                        |              | Faringe, Uppland    |       | 59.961312, 18.111725 | 10022100670001 | Ladda upp en bild av detta fornminne |
| Faringe 68:1                  | Grav markerad av sten/block |              | Faringe, Uppland    |       | 59.951816, 18.122540 | 10022100680001 | Ladda upp en bild av detta fornminne |
| Faringe 69:1                  | Gravfält                    |              | Faringe, Uppland    |       | 59.951283, 18.122636 | 10022100690001 | Ladda upp en bild av detta fornminne |
| Faringe 70:1                  | Hällristning                |              | Faringe, Uppland    |       | 59.955221, 18.118204 | 10022100700001 | Ladda upp en bild av detta fornminne |
| Faringe 71:1                  | Stensättning                |              | Faringe, Uppland    |       | 59.956328, 18.115992 | 10022100710001 | Ladda upp en bild av detta fornminne |
| Faringe 71:2                  | Stensättning                |              | Faringe, Uppland    |       | 59.956203, 18.115935 | 10022100710002 | Ladda upp en bild av detta fornminne |
| Faringe 71:3                  | Stensättning                |              | Faringe, Uppland    |       | 59.956077, 18.115936 | 10022100710003 | Ladda upp en bild av detta fornminne |
| Faringe 71:4                  | Stensättning                |              | Faringe, Uppland    |       | 59.955970, 18.115785 | 10022100710004 | Ladda upp en bild av detta fornminne |
| Faringe 74:1                  | Röse                        |              | Faringe, Uppland    |       | 59.958644, 18.124783 | 10022100740001 | Ladda upp en bild av detta fornminne |
| Faringe 75:1                  | Gravfält                    |              | Faringe, Uppland    |       | 59.950521, 18.127823 | 10022100750001 | Ladda upp en bild av detta fornminne |
| Faringe 77:1                  | Gravfält                    |              | Faringe, Uppland    |       | 59.956158, 18.114467 | 10022100770001 | Ladda upp en bild av detta fornminne |
| Faringe 80:1                  | Gravfält                    |              | Faringe, Uppland    |       | 59.951784, 18.131858 | 10022100800001 | Ladda upp en bild av detta fornminne |
| Faringe 81:1                  | Fornborg                    |              | Faringe, Uppland    |       | 59.959761, 18.133625 | 10022100810001 | Ladda upp en bild av detta fornminne |
| Faringe 82:1                  | Stensättning                |              | Faringe, Uppland    |       | 59.957642, 18.131675 | 10022100820001 | Ladda upp en bild av detta fornminne |
| Faringe 85:1                  | Stensättning                |              | Faringe, Uppland    |       | 59.981328, 18.207928 | 10022100850001 | Ladda upp en bild av detta fornminne |
| Faringe 86:1                  | Röse                        |              | Faringe, Uppland    |       | 59.985268, 18.206512 | 10022100860001 | Ladda upp en bild av detta fornminne |
| Faringe 91:2                  | Stensättning                |              | Faringe, Uppland    |       | 59.982599, 18.206054 | 10022100910002 | Ladda upp en bild av detta fornminne |
| Faringe 93:1                  | Röse                        |              | Faringe, Uppland    |       | 59.982082, 18.204879 | 10022100930001 | Ladda upp en bild av detta fornminne |
| Faringe 98:1                  | Stensättning                |              | Faringe, Uppland    |       | 59.985320, 18.204322 | 10022100980001 | Ladda upp en bild av detta fornminne |
| Faringe 104:1                 | Stensättning                |              | Faringe, Uppland    |       | 59.983974, 18.142919 | 10022101040001 | Ladda upp en bild av detta fornminne |
| Faringe 105:1                 | Grav- och boplatsområde     |              | Faringe, Uppland    |       | 59.984375, 18.201808 | 10022101050001 | Ladda upp en bild av detta fornminne |
| Faringe 112:1                 | Gravfält                    |              | Faringe, Uppland    |       | 59.940512, 18.125252 | 10022101120001 | Ladda upp en bild av detta fornminne |
| Faringe 114:1                 | Gravfält                    |              | Faringe, Uppland    |       | 59.977325, 18.179619 | 10022101140001 | Ladda upp en bild av detta fornminne |
| Faringe 115:1                 | Gravfält                    |              | Faringe, Uppland    |       | 59.975892, 18.181176 | 10022101150001 | Ladda upp en bild av detta fornminne |
| Faringe 117:1                 | Stensättning                |              | Faringe, Uppland    |       | 59.976239, 18.183637 | 10022101170001 | Ladda upp en bild av detta fornminne |
| Faringe 117:2                 | Hög                         |              | Faringe, Uppland    |       | 59.976128, 18.183590 | 10022101170002 | Ladda upp en bild av detta fornminne |
| Faringe 117:3                 | Stensättning                |              | Faringe, Uppland    |       | 59.976194, 18.183849 | 10022101170003 | Ladda upp en bild av detta fornminne |
| Faringe 118:1                 | Gravfält                    |              | Faringe, Uppland    |       | 59.972803, 18.185937 | 10022101180001 | Ladda upp en bild av detta fornminne |
| Faringe 121:1                 | Hög                         |              | Faringe, Uppland    |       | 59.975590, 18.188535 | 10022101210001 | Ladda upp en bild av detta fornminne |
| Faringe 121:2                 | Stensättning                |              | Faringe, Uppland    |       | 59.975700, 18.188510 | 10022101210002 | Ladda upp en bild av detta fornminne |
| Faringe 124:1                 | Stensättning                |              | Faringe, Uppland    |       | 59.977658, 18.190982 | 10022101240001 | Ladda upp en bild av detta fornminne |
| Faringe 126:1                 | Stensättning                |              | Faringe, Uppland    |       | 59.975236, 18.190363 | 10022101260001 | Ladda upp en bild av detta fornminne |
| Faringe 126:2                 | Stensättning                |              | Faringe, Uppland    |       | 59.975322, 18.190226 | 10022101260002 | Ladda upp en bild av detta fornminne |
| Faringe 126:3                 | Stensättning                |              | Faringe, Uppland    |       | 59.975114, 18.190534 | 10022101260003 | Ladda upp en bild av detta fornminne |
| Faringe 130:1                 | Gravfält                    |              | Faringe, Uppland    |       | 59.980527, 18.183960 | 10022101300001 | Ladda upp en bild av detta fornminne |
| Faringe 131:1                 | Gravfält                    |              | Faringe, Uppland    |       | 59.975671, 18.171118 | 10022101310001 | Ladda upp en bild av detta fornminne |
| Faringe 133:1                 | Gravfält                    |              | Faringe, Uppland    |       | 59.973393, 18.174408 | 10022101330001 | Ladda upp en bild av detta fornminne |
| Valmässbacken (Faringe 136:1) | Gravfält                    |              | Faringe, Uppland    |       | 59.980007, 18.175669 | 10022101360001 | Ladda upp en bild av detta fornminne |
| Faringe 137:1                 | Gravfält                    |              | Faringe, Uppland    |       | 59.984544, 18.136237 | 10022101370001 | Ladda upp en bild av detta fornminne |
| Faringe 142:1                 | Gravfält                    |              | Faringe, Uppland    |       | 59.981788, 18.135259 | 10022101420001 | Ladda upp en bild av detta fornminne |
| Faringe 149:1                 | Gravfält                    |              | Faringe, Uppland    |       | 59.959561, 18.106960 | 10022101490001 | Ladda upp en bild av detta fornminne |
| Faringe 150:1                 | Hög                         |              | Faringe, Uppland    |       | 60.029412, 18.139166 | 10022101500001 | Ladda upp en bild av detta fornminne |
| Faringe 151:1                 | Röse                        |              | Faringe, Uppland    |       | 60.032725, 18.138465 | 10022101510001 | Ladda upp en bild av detta fornminne |
| Faringe 152:1                 | Röse                        |              | Faringe, Uppland    |       | 60.033824, 18.147120 | 10022101520001 | Ladda upp en bild av detta fornminne |
| Faringe 152:2                 | Stensättning                |              | Faringe, Uppland    |       | 60.033807, 18.147409 | 10022101520002 | Ladda upp en bild av detta fornminne |
| Faringe 152:3                 | Stensättning                |              | Faringe, Uppland    |       | 60.034015, 18.147246 | 10022101520003 | Ladda upp en bild av detta fornminne |
| Faringe 153:1                 | Röse                        |              | Faringe, Uppland    |       | 60.030911, 18.162062 | 10022101530001 | Ladda upp en bild av detta fornminne |
| Faringe 154:1                 | Röse                        |              | Faringe, Uppland    |       | 60.029262, 18.176904 | 10022101540001 | Ladda upp en bild av detta fornminne |
| Faringe 155:1                 | Gravfält                    |              | Faringe, Uppland    |       | 60.027198, 18.179398 | 10022101550001 | Ladda upp en bild av detta fornminne |
| Faringe 157:1                 | Stensättning                |              | Faringe, Uppland    |       | 60.027730, 18.186516 | 10022101570001 | Ladda upp en bild av detta fornminne |
| Faringe 157:2                 | Röse                        |              | Faringe, Uppland    |       | 60.027656, 18.186315 | 10022101570002 | Ladda upp en bild av detta fornminne |
| Faringe 157:3                 | Stensättning                |              | Faringe, Uppland    |       | 60.027542, 18.186494 | 10022101570003 | Ladda upp en bild av detta fornminne |
| Faringe 157:4                 | Röse                        |              | Faringe, Uppland    |       | 60.027480, 18.186696 | 10022101570004 | Ladda upp en bild av detta fornminne |
| Faringe 158:1                 | Röse                        |              | Faringe, Uppland    |       | 60.024966, 18.194319 | 10022101580001 | Ladda upp en bild av detta fornminne |
| Faringe 159:1                 | Röse                        |              | Faringe, Uppland    |       | 60.024573, 18.205136 | 10022101590001 | Ladda upp en bild av detta fornminne |
| Faringe 159:2                 | Röse                        |              | Faringe, Uppland    |       | 60.024379, 18.205411 | 10022101590002 | Ladda upp en bild av detta fornminne |
| Faringe 179:1                 | Stensättning                |              | Faringe, Uppland    |       | 59.989297, 18.122949 | 10022101790001 | Ladda upp en bild av detta fornminne |
| Faringe 179:2                 | Stensättning                |              | Faringe, Uppland    |       | 59.989360, 18.123109 | 10022101790002 | Ladda upp en bild av detta fornminne |
| Faringe 179:3                 | Stensättning                |              | Faringe, Uppland    |       | 59.989514, 18.123112 | 10022101790003 | Ladda upp en bild av detta fornminne |
| Faringe 179:4                 | Stensättning                |              | Faringe, Uppland    |       | 59.989613, 18.123104 | 10022101790004 | Ladda upp en bild av detta fornminne |
| Faringe 190:1                 | Stensättning                |              | Faringe, Uppland    |       | 59.957738, 18.135632 | 10022101900001 | Ladda upp en bild av detta fornminne |
| Faringe 190:2                 | Stensättning                |              | Faringe, Uppland    |       | 59.957629, 18.135808 | 10022101900002 | Ladda upp en bild av detta fornminne |
| Faringe 195:1                 | Gravfält                    |              | Faringe, Uppland    |       | 59.966416, 18.151280 | 10022101950001 | Ladda upp en bild av detta fornminne |
| Faringe 198:1                 | Stensättning                |              | Faringe, Uppland    |       | 59.961581, 18.183919 | 10022101980001 | Ladda upp en bild av detta fornminne |
| Faringe 201:1                 | Stensättning                |              | Faringe, Uppland    |       | 59.971726, 18.111445 | 10022102010001 | Ladda upp en bild av detta fornminne |
| Faringe 206:1                 | Röse                        |              | Faringe, Uppland    |       | 59.976056, 18.114258 | 10022102060001 | Ladda upp en bild av detta fornminne |
| Faringe 209:1                 | Gravfält                    |              | Faringe, Uppland    |       | 59.985196, 18.126935 | 10022102090001 | Ladda upp en bild av detta fornminne |
| Faringe 210:1                 | Stensättning                |              | Faringe, Uppland    |       | 59.985627, 18.126501 | 10022102100001 | Ladda upp en bild av detta fornminne |
| Faringe 210:2                 | Stensättning                |              | Faringe, Uppland    |       | 59.985503, 18.126590 | 10022102100002 | Ladda upp en bild av detta fornminne |
| Faringe 210:3                 | Stensättning                |              | Faringe, Uppland    |       | 59.985535, 18.126392 | 10022102100003 | Ladda upp en bild av detta fornminne |
| Faringe 214:1                 | Stensättning                |              | Faringe, Uppland    |       | 59.986511, 18.127903 | 10022102140001 | Ladda upp en bild av detta fornminne |
| Faringe 219:1                 | Gravfält                    |              | Faringe, Uppland    |       | 59.981898, 18.153035 | 10022102190001 | Ladda upp en bild av detta fornminne |
| Faringe 220:1                 | Stensättning                |              | Faringe, Uppland    |       | 59.979596, 18.162162 | 10022102200001 | Ladda upp en bild av detta fornminne |
| Faringe 220:2                 | Stensättning                |              | Faringe, Uppland    |       | 59.979370, 18.162366 | 10022102200002 | Ladda upp en bild av detta fornminne |
| Faringe 222:1                 | Stensättning                |              | Faringe, Uppland    |       | 59.979532, 18.171493 | 10022102220001 | Ladda upp en bild av detta fornminne |
| Faringe 225:1                 | Stensättning                |              | Faringe, Uppland    |       | 60.029667, 18.135973 | 10022102250001 | Ladda upp en bild av detta fornminne |
| Faringe 225:2                 | Stensättning                |              | Faringe, Uppland    |       | 60.029567, 18.136014 | 10022102250002 | Ladda upp en bild av detta fornminne |
| Faringe 225:3                 | Stensättning                |              | Faringe, Uppland    |       | 60.029491, 18.135851 | 10022102250003 | Ladda upp en bild av detta fornminne |
| Faringe 225:4                 | Stensättning                |              | Faringe, Uppland    |       | 60.029297, 18.136538 | 10022102250004 | Ladda upp en bild av detta fornminne |
| Faringe 225:5                 | Stensättning                |              | Faringe, Uppland    |       | 60.029223, 18.136337 | 10022102250005 | Ladda upp en bild av detta fornminne |
| Faringe 226:1                 | Stensättning                |              | Faringe, Uppland    |       | 60.030463, 18.136613 | 10022102260001 | Ladda upp en bild av detta fornminne |
| Faringe 227:1                 | Gravfält                    |              | Faringe, Uppland    |       | 60.028647, 18.135488 | 10022102270001 | Ladda upp en bild av detta fornminne |
| Faringe 229:1                 | Röse                        |              | Faringe, Uppland    |       | 59.981147, 18.195426 | 10022102290001 | Ladda upp en bild av detta fornminne |
| Faringe 230:1                 | Stensättning                |              | Faringe, Uppland    |       | 59.981844, 18.196857 | 10022102300001 | Ladda upp en bild av detta fornminne |
| Faringe 231:1                 | Röse                        |              | Faringe, Uppland    |       | 59.980880, 18.195702 | 10022102310001 | Ladda upp en bild av detta fornminne |
| Faringe 231:2                 | Stensättning                |              | Faringe, Uppland    |       | 59.980698, 18.195869 | 10022102310002 | Ladda upp en bild av detta fornminne |
| Faringe 233:1                 | Stensättning                |              | Faringe, Uppland    |       | 59.963823, 18.180141 | 10022102330001 | Ladda upp en bild av detta fornminne |
| Faringe 234:2                 | Stensättning                |              | Faringe, Uppland    |       | 59.961136, 18.180551 | 10022102340002 | Ladda upp en bild av detta fornminne |
| Faringe 234:3                 | Stensättning                |              | Faringe, Uppland    |       | 59.961068, 18.180385 | 10022102340003 | Ladda upp en bild av detta fornminne |
| Faringe 235:1                 | Stensättning                |              | Faringe, Uppland    |       | 59.958985, 18.181835 | 10022102350001 | Ladda upp en bild av detta fornminne |
| Faringe 236:1                 | Stensättning                |              | Faringe, Uppland    |       | 59.961667, 18.184913 | 10022102360001 | Ladda upp en bild av detta fornminne |
| Faringe 237:1                 | Stensättning                |              | Faringe, Uppland    |       | 59.968291, 18.183122 | 10022102370001 | Ladda upp en bild av detta fornminne |
| Faringe 237:2                 | Stensättning                |              | Faringe, Uppland    |       | 59.968210, 18.183131 | 10022102370002 | Ladda upp en bild av detta fornminne |
| Faringe 237:3                 | Stensättning                |              | Faringe, Uppland    |       | 59.968139, 18.183276 | 10022102370003 | Ladda upp en bild av detta fornminne |
| Faringe 238:1                 | Röse                        |              | Faringe, Uppland    |       | 59.958104, 18.177428 | 10022102380001 | Ladda upp en bild av detta fornminne |
| Faringe 238:2                 | Röse                        |              | Faringe, Uppland    |       | 59.958201, 18.177560 | 10022102380002 | Ladda upp en bild av detta fornminne |
| Faringe 242:1                 | Röse                        |              | Faringe, Uppland    |       | 59.969202, 18.175650 | 10022102420001 | Ladda upp en bild av detta fornminne |
| Faringe 242:2                 | Grav markerad av sten/block |              | Faringe, Uppland    |       | 59.969175, 18.175504 | 10022102420002 | Ladda upp en bild av detta fornminne |
| Faringe 243:1                 | Stensättning                |              | Faringe, Uppland    |       | 59.966806, 18.181435 | 10022102430001 | Ladda upp en bild av detta fornminne |
| Faringe 245:1                 | Stensättning                |              | Faringe, Uppland    |       | 59.968546, 18.187544 | 10022102450001 | Ladda upp en bild av detta fornminne |